# Pollo tandoori

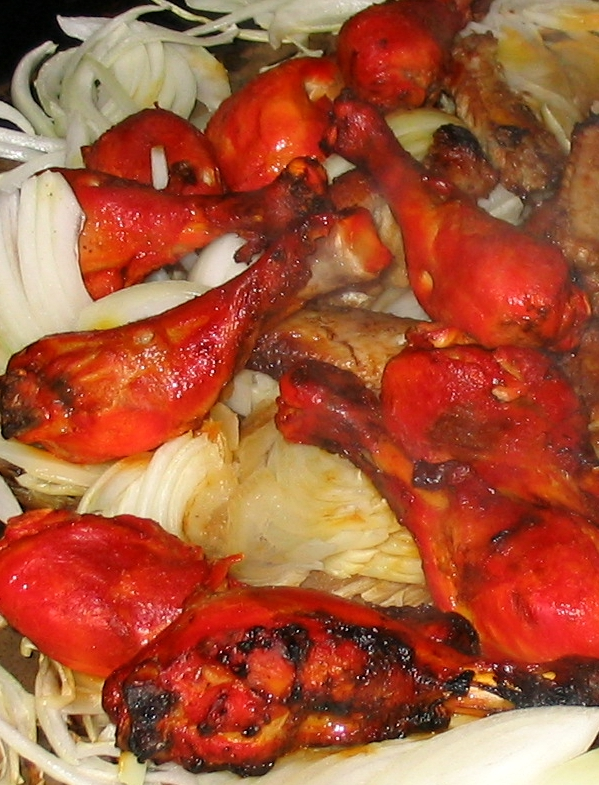
Pollo tandori como cocina en la Gastronomía del Panyab.

El pollo tandori, denominado en inglés tandoori chicken, es un plato de pollo asado que data de la época del Imperio mogol en el sudeste de Asia; es muy popular en esa área así como en gran parte del este de Asia.

## Receta
Se marina el pollo en yogur y se sazona con una mezcla de especias tandoori masala, pudiendo agregarse garam masala y/o ajo, jengibre, comino, pimentón y otras especias dependiendo de la receta. Es moderadamente picante en Bangladés, Pakistán y la India, aunque en los países occidentales se prepara más suave. En la versión original se utilizan pimienta de Cayena, pimentón o polvo de pimiento kashmiri para darle su fuerte color rojo característico. Si se agrega mucha cúrcuma el pollo toma un color naranja. En algunas versiones modernas se tiñen de color amarillo y verde.
En las versiones más suaves, se utilizan a veces colorantes de alimentos rojo y amarillo para obtener colores más intensos, sin embargo el polvo de cúrcuma es suave y a la vez de color fuerte, al igual que el pimentón.
Se cocina a altas temperaturas en el tandur (es un horno indio hecho de arcilla), pero puede elaborarse también en una parrilla. Tradicionalmente se sirve caliente.